# UTC+0
UTC+0 (UTC±0) — двадцять четвертий (нульовий) часовий пояс. Центральним меридіаном його є Ґринвіцький меридіан (довгота 0°), тож географічно він простягається від 7°30' сх. д. на сході до 7°30' зх. д. на заході та охоплює такі території: острови в Північній Атлантиці: Ян-Маєн, Фарерські та Британські, західну частину Європи, західну смугу Африки (без крайнього заходу, острів Буве. Час UTC+0 збігається з всесвітнім часом та перебуває на дві години позаду київського часу.
У навігації — Z (часовий пояс Зулу).

## Часові зони зі зміщенням UTC+0
- GMT — Середній час за Гринвічем
- WET — Західноєвропейський стандартний час
- AZOST — Азорський літній час*
- EGST — Східногренландський літній час*

## Використання

### Постійно впродовж року
- Буркіна-Фасо
- Велика Британія — част.:
  -  Острови Святої Єлени, Вознесіння і Тристан-да-Кунья
- Гамбія
- Гана
- Гвінея
- Гвінея-Бісау
- Данія — част.:
  -  Гренландія (північний схід)
- Індія — част.:
  - Майтрі (антарктична станція)
- Ісландія
- Кот-д'Івуар
- Ліберія
- Мавританія
- Малі
- Норвегія — част.:
  - Острів Буве
  - Тор (антарктична станція)
  - Троль (антарктична станція)
- Росія — част.:
  - Новолазарєвська (антарктична станція)
- Сан-Томе і Принсіпі
- Сенегал
- Сьєрра-Леоне
- Того
- Фінляндія — част.:
  - Абоа (антарктична станція)

## З переходом на літній час
- Велика Британія, в тому числі:
  -  Гернсі
  -  Джерсі
  -  Острів Мен
  - Галлей (антарктична станція)[2]
- Данія — част.:
  - Фарерські острови
- Ірландія
- Португалія, в тому числі:
  -  Мадейра
- Іспанія, частина:
  -  Канарські острови

## Історія використання

### Як стандартний час
- Алжир
- Андорра
- Бельгія
- Бенін
- Велика Британія, част.:
  -  Гібралтар
- Екваторіальна Гвінея
- Іспанія
- Марокко, в тому числі:
  -  контрольовані території Західної Сахари
- Монако
- Нігер
- Франція

### Як літній час
- Данія — част.:
  -  Гренландія (північний схід)
- Ісландія

### Як зимовий час
- Чехословаччина (1946/47)[3]